# Ixodina szunyoghyi
Ixodina szunyoghyi là một loài bọ cánh cứng trong họ Bọ hung (Scarabaeidae).